# Wera Wassiljewna Anissimowa
Wera Wassiljewna Anissimowa (russisch Вера Васильевна Анисимова, engl. Transkription Vera Anisimova; * 25. Mai 1952 in Moskau) ist eine ehemalige sowjetische Sprinterin. 
Bei den Olympischen Spielen erreichte sie 1976 in Montreal und 1980 in Moskau über 100 m jeweils das Halbfinale.
Mit der sowjetischen Mannschaft gewann sie in der 4-mal-100-Meter-Staffel bei den Olympischen Spielen 1976 Bronze, bei den Leichtathletik-Europameisterschaften 1978 in Prag Gold und bei den Olympischen Spielen 1980 Silber. 

## Persönliche Bestzeiten
- 100 m: 11,33 s, 25. Juli 1980, Moskau
- 200 m: 23,03 s, 17. September 1978, Tiflis